# Drapeau de la Tchétchénie
Le drapeau de la Tchétchénie est un drapeau comportant 4 couleurs (vert, rouge, blanc et jaune). 
Le vert représente la couleur de l’islam. C'est le drapeau national de la Tchétchénie qui représente le pays à travers les couleurs. L'usage de ce drapeau est adopté le 22 juin 2004. Ce drapeau représentait initialement un loup noir sur de l'herbe avec des étoiles au dessus de sa gueule.

## Anciens drapeaux

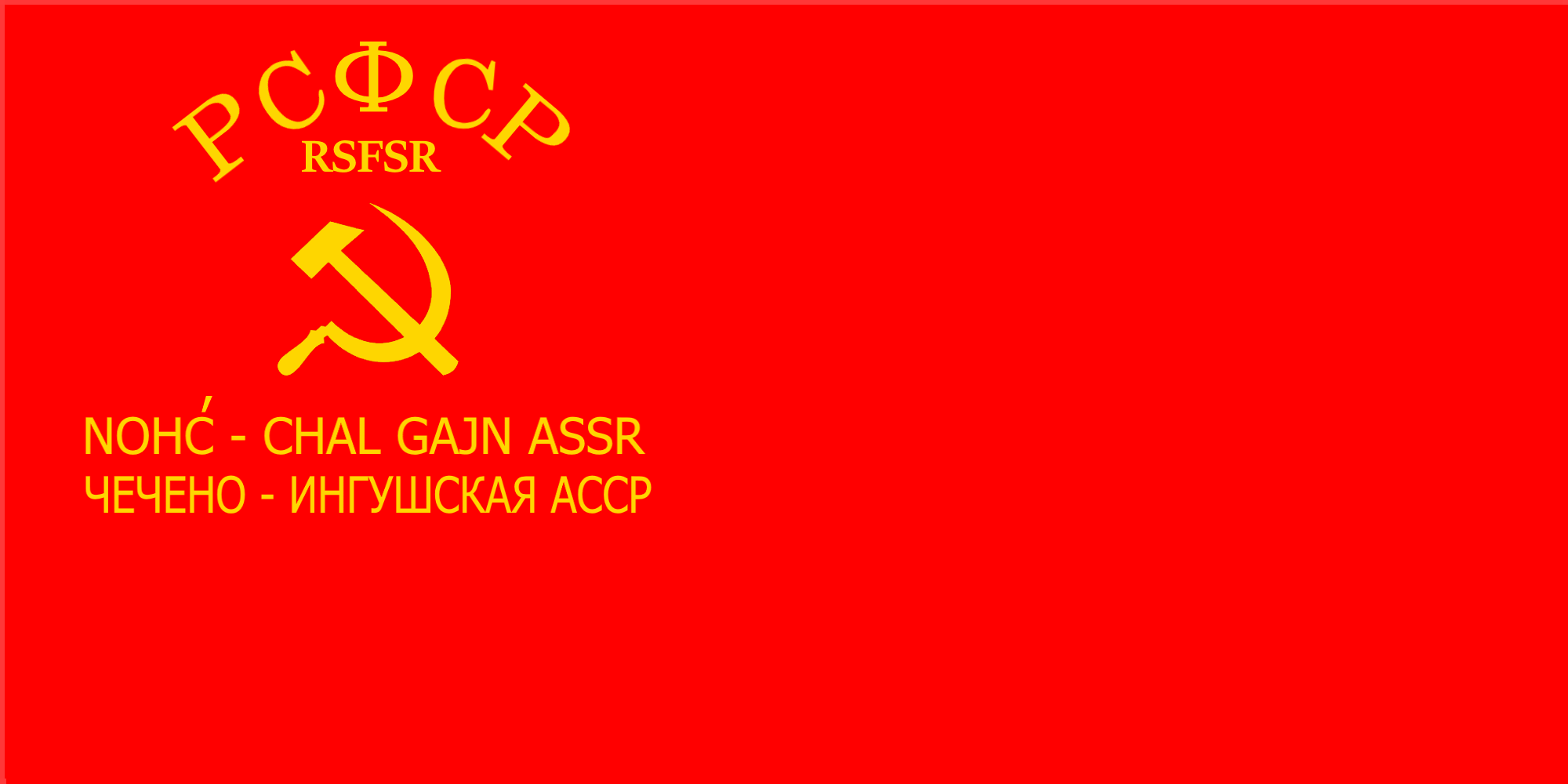
Le drapeau ASSR de la Tchétchénie-Ingush en 1937-1944
Le drapeau ASSR de la Tchétchénie-Ingouche en 1957-1978
Drapeau de l'ASSR tchétchène-ingush en 1978-1991
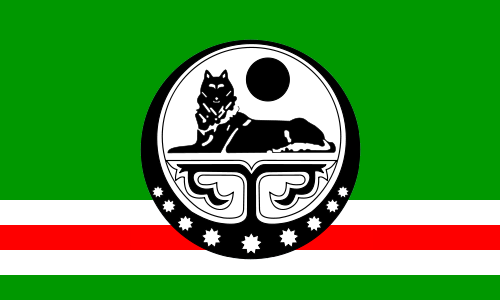
Drapeau de la Tchétchénie utilisé par les indépendantistes. Utilisée comme drapeau officiel par la République tchétchène d'Itchkérie.